# Шушняри (Криж)
Шушняри (хорв. Šušnjari) — населений пункт у Хорватії, в Загребській жупанії у складі громади Криж.

## Населення
Населення за даними перепису 2011 року становило 133 осіб.
Динаміка чисельності населення поселення:

## Клімат
Середня річна температура становить 10,93 °C, середня максимальна – 25,50 °C, а середня мінімальна – -6,13 °C. Середня річна кількість опадів – 854 мм.
| Клімат поселення                              | Клімат поселення | Клімат поселення | Клімат поселення | Клімат поселення | Клімат поселення | Клімат поселення | Клімат поселення | Клімат поселення | Клімат поселення | Клімат поселення | Клімат поселення | Клімат поселення | Клімат поселення |
| Показник                                      | Січ.             | Лют.             | Бер.             | Квіт.            | Трав.            | Черв.            | Лип.             | Серп.            | Вер.             | Жовт.            | Лист.            | Груд.            |                  |
| Середній максимум, °C                         | 6,31             | 8,48             | 13,01            | 17,34            | 22,40            | 25,50            | 24,68            | 24,09            | 20,08            | 15,02            | 9,48             | 5,31             |                  |
| Середня температура, °C                       | 0,10             | 2,24             | 6,79             | 11,12            | 16,17            | 19,27            | 20,82            | 20,22            | 16,22            | 11,17            | 5,62             | 1,45             |                  |
| Середній мінімум, °C                          | −6,13            | −3,98            | 0,58             | 4,90             | 9,96             | 13,05            | 16,96            | 16,36            | 12,36            | 7,30             | 1,76             | −2,41            |                  |
| Норма опадів, мм                              | 50               | 49               | 56               | 66               | 77               | 91               | 78               | 80               | 78               | 79               | 85               | 65               |                  |
| Середньомісячна швидкість вітру, м/с          | 1.97             | 2.19             | 2.59             | 2.40             | 2.20             | 2.00             | 2.00             | 1.80             | 1.82             | 1.90             | 2.00             | 2.00             |                  |
| Середньомісячна сонячна радіація, кДж/м²·день | 4172             | 6919             | 10677            | 15169            | 19351            | 21288            | 22313            | 19526            | 14368            | 8863             | 4648             | 3386             |                  |
| --------------------------------------------- | ---------------- | ---------------- | ---------------- | ---------------- | ---------------- | ---------------- | ---------------- | ---------------- | ---------------- | ---------------- | ---------------- | ---------------- | ---------------- |
| Джерело:                                      |                  |                  |                  |                  |                  |                  |                  |                  |                  |                  |                  |                  |                  |